# ريزارد كاجا
ريزارد كاجا (بالبولندية: Ryszard Kaja)‏ هو رسام ومصمم جرافيك بولندي، ولد في 16 يناير 1962 في بوزنان في بولندا، وتوفي في 17 أبريل 2019 في لغنيتسا في بولندا.